# Стайнер, Макс
Макс Стайнер (также нем. вариант Штайнер, неправильно: Штейнер, Стейнер) (нем. Maximilian Raoul Steiner, 10 мая 1888, Вена — 28 декабря 1971, Беверли-Хиллз, штат Калифорния) — американский кинокомпозитор, трёхкратный обладатель премии «Оскар» за лучшую музыку к фильму.

## Биография

### Молодые годы
Макс Штайнер родился 10 мая 1888 года в Вене в театральной семье. Его дед, Максимилиан Штайнер, был директором венского театра «Театр ан дер Вин», его отец, Габор Штайнер, был импресарио венского колеса обозрения на Пратере. Крёстным отцом будущего композитора стал Рихард Штраус.
Штайнер с детства имел выдающиеся музыкальные способности, уже в 16 лет он окончил Венскую высшую школу музыки и изобразительных искусств, пройдя четырёхлетний курс обучения за два года. Среди его преподавателей были в числе прочих Иоганнес Брамс и Густав Малер. В 15 лет состоялся его дебют в качестве композитора и дирижёра с опереттой «Прекрасная гречанка».

### Начало карьеры
В 1904—1914 годах Штайнер был дирижёром и аранжировщиком в Великобритании, преимущественно в Лондоне. После объявления Первой мировой войны, находясь в Англии он был отнесён к категории граждан враждебного государства и мог быть интернирован. Лишь благодаря дружбе с герцогом Вестминстерским он смог уехать в Нью-Йорк с 32 долларами в кармане.
В Нью-Йорке он поначалу работал дирижёром, художественным руководителем и аранжировщиком бродвейских оперетт и мюзиклов, написанных, среди прочих, Виктором Гербертом, Джеромом Керном, Винсентом Юмансом и Джорджем Гершвиным.
В 1916 году он впервые стал сочинять для кинематографа. Предположительно в это же время он американизировал своё имя, став Стайнером вместо Штайнера.

### Голливуд
В 1929 году на Стайнера обратил своё внимание Голливуд и пригласил его для оркестровки киноверсии шоу бродвейского импресарио Флоренза Зигфелда «Рио Рита» для кинокомпании «RKO Pictures», затем последовали ещё несколько фильмов. Дебют Стайнера в качестве кинокомпозитора состоялся в фильме «Симаррон» в 1931 году.
Настоящий успех пришёл к композитору после выхода на экраны в 1933 году фильма «Кинг-Конг». Музыку к этому фильму он писал в соавторстве с начинающим композитором Бернхардом Кауном. Впервые в истории кино они наложили диалоги на музыку, что значительно усилило драматический эффект фильма, и создали один из первых в истории кино музыкальных сценариев. По словам американского кинокомпозитора Дэвида Рэксина, эта работа Стейнера открыла «второй этап в звуковом кино», а «её воздействие на зрителей было поразительным». Ему вторил американский критик Поль Коут, который отмечал: «Будь „Кинг-Конг“ единственным фильмом Стайнера, он всё равно оставался бы одной из легенд кинематографии».
В 1935 году Стайнер был дважды выдвинут на «Оскар» за фильм Джона Форда «Последний патруль» и «Весёлая разведённая» режиссёра Марка Сэндрича.
В следующем году Стайнер получил свой первый «Оскар» за музыку к фильму Форда «Осведомитель» (1935). Этот «Оскар», однако, он получил как руководитель музыкального отдела кинокомпании «RKO Pictures» (композиторы до 1939 года на «Оскар» не номинировались).
Затем последовало ещё несколько фильмов-мюзиклов с участием звёздной пары Фред Астер и Джинджер Роджерс, например Цилиндр (1935) и Роберта (1935).
В 1936 году Стайнер оставил кинокомпанию «RKO Pictures», став руководителем музыкального отдела кинокомпании Дэвида Селзника «Selznick International Pictures». В 1937 году ещё две его работы были номинированы на «Оскар»: «Сады Аллаха» (1936) и «Атака лёгкой кавалерии» (1936). Во второй половине 1930-х годов выразил своё отношение к созданию киномузыки. По его мнению она не должна быть узнаваема и навязчива, так как чрезмерное внимание к музыкальной составляющей препятствует восприятию фильма. Он заявил, что выступает «против использования тематического материала, который заставит зрителей недоумевать, перешептываться и пытаться вспомнить название звучащей композиции, при этом упуская истинный смысл и значение всей сцены, которая может оказаться ключом ко всему сюжету».
В апреле 1937 года он подписал долгосрочный контракт с кинокомпанией «Warner Bros.» и в том же году сочинил ставший знаменитым звук фанфар к фильму «Товарищ», на протяжении нескольких десятков лет являвшийся визитной карточкой каждого фильма компании. Его музыка к фильму «Жизнь Эмиля Золя» (1937) вновь стала номинантом на «Оскар» 1938 года. В 1939 году на «Оскар» номинирована его работа к фильму «Иезавель» Уильяма Уайлера.
В 1939 году Селзник «одалживает» Стайнера у «Warner Bros.» для написания музыки к фильму «Унесённые ветром», на весь сценарий у него было только три месяца времени. Одновременно с этим он работал над музыкой ещё к трём фильмам «Warner Bros»: «Мы не одиноки», «Мрачная победа» («Победить темноту») и «Четыре женщины». Стайнер был номинирован на «Оскар» 1940 года за оба фильма: «Унесённые ветром» и «Мрачная победа», но проиграл «Волшебнику страны Оз» композитора Герберта Стотхарта. Тем не менее, «Унесённые ветром» стал по оценке Американского института киноискусства вторым в списке «Лучшая музыка в американских фильмах за 100 лет».
Следующий раз Стайнер был номинирован на «Оскар» в 1941 году за фильм «Письмо», ставший первым в череде совместных фильмов с легендарным американским режиссёром Уильямом Уайлером. В следующем году он вновь был выдвинут на «Оскар» за фильм «Сержант Йорк». В 1943 году Стайнер получил свой второй «Оскар» за фильм «Вперёд, путешественник», а в 1944 году номинирован за фильм «Касабланка», ставший одним из самых лучших его работ. Свой третий и последний «Оскар» Стайнер получил в 1945 году за фильм «С тех пор как вы ушли» одновременно с очередной номинацией за фильм «Приключения Марка Твена».
Но череда номинаций на этом не закончилась: 1946 год — «Рапсодия в голубых тонах», 1947 — «Ночь и день», 1948 — «Жизнь с отцом» и «Моя дикая ирландская роза», 1949 — «Джонни Белинда», 1950 — «За лесом», 1951 — «Огонь и стрела», 1953 — «Чудо Фатимской богоматери» и «Певец джаза», 1955 — «Восстание Кейна» и 1956 — «Боевой клич».
В 1953 году Стайнер открыл своё собственное музыкальное издательство.
В 1956 году он закончил своё сотрудничество с Уильямом Уайлером фильмом «Искатели», признанным лучшим вестерном всех времён и народов.
В 1958 году Стайнер вернулся в «Warner Bros», несмотря на то, что контракт его закончился ещё в 1953 году и создал ещё ряд работ на протяжении нескольких лет.
Последней большой композиторской работой стал фильм 1965 года «Двое на гильотине».
В 1963 году Стайнер начал работу над своей автобиографией, которая так никогда не была опубликована.
Макс Стайнер скончался в возрасте 83 лет, 28 декабря 1971 года в Беверли-Хиллз.

## Признание
Макс Стайнер по праву считается одним из самых продуктивных и успешных композиторов Голливуда. Он был номинирован на «Оскар» 18 раз — рекорд, который смогли побить только композиторы Альфред Ньюман и Джон Уильямс. Кроме того, трижды он был номинирован на эту премию ещё до её присуждения композиторам. Он написал музыку к 300 фильмам, большинство из которых считается классическими произведениями и более 1200 произведений в целом. Стайнер создавал музыку для всех жанров кино: вестернов, мелодрам, драм, комедий, мюзиклов и криминальных фильмов, а также сериалов, таких как «Мэверик» (1957) и других.
Стайнер стал одним из первых композиторов, писавших музыку для кино, поэтому его часто упоминают как «отца музыки для фильмов». Наряду с такими композиторами как Франц Ваксман, Эрих Корнгольд, Альфред Ньюман и Миклош Рожа Стайнер занимает видное место в создании традиции киномузыки.
В списке 25 лучших саундтреков за 100 лет его музыка к фильмам «Кинг-Конг» (1933) и «Унесённые ветром» занимают 13 и 2 место соответственно. Кроме Стайнера в этом списке дважды упомянуты Бернард Херрманн, Элмер Бернстайн и Джерри Голдсмит. Только Джон Уильямс смог побить этот рекорд (3 раза).
В 2003 году в США была выпущена почтовая марка с изображением Макса Стайнера.

### Премия «Оскар» за лучшую музыку к фильму
- 1936: «Осведомитель»
- 1943: «Вперёд, путешественник»
- 1945: «С тех пор как вы ушли» и 18 номинаций в течение 15 лет.

### Премия «Золотой глобус» за лучшую музыку к фильму
- 1947: Жизнь с отцом

### Премия «Laurel Awards»
- 1958: «Golden Laurel» в категории «Лучший композитор» за «Marjorie Morningstar»
- 1960: «Golden Laurel» в категории «Лучшая музыка к фильму» за «Место под солнцем»
- 1961: 2 место в «Golden Laurel» в категории «Лучший мюзикл» за «Тьма наверху лестницы»
- 1962: 3 место в «Golden Laurel»
- 1963: 3 место в «Golden Laurel»

Он удостоен звезды 1551 на Голливудской аллее славы.
В 1995 году он был введен в национальный Зал славы композиторов.

## Избранная фильмография
- 1931: Симаррон / Cimarron
- 1933: Кинг-Конг / King Kong
- 1933: Сын Конга / Son of Kong
- 1933: Маленькие женщины / Little Women
- 1933: Полёт в Рио / Flying Down to Rio
- 1934: Потерянный патруль / The Lost Patrol
- 1934: Бремя страстей человеческих / Of Human Bondage
- 1934: Весёлая разведённая / The Gay Divorcee
- 1935: Роберта / Roberta
- 1935: Она / She
- 1935: Осведомитель / The Informer
- 1935: Цилиндр / Top Hat
- 1935: Три мушкетёра / The Three Musketeers
- 1936: Маленький лорд Фаунтлерой /Little Lord Fauntleroy
- 1936: Сады Аллаха / The Garden of Allah
- 1936: Атака лёгкой кавалерии / The Charge of the Light Brigade
- 1937: Звезда родилась / A Star Is Born
- 1937: Жизнь Эмиля Золя / The Life of Emile Zola
- 1937: Товарищ/ Tovarich
- 1937: Та самая женщина/ That Certain Woman
- 1938: Приключения Тома Сойера / The Adventures of Tom Sawyer
- 1938: Иезавель / Jezebel
- 1938: Ангелы с грязными лицами / Angels with Dirty Faces
- 1938: Утренний патруль / The Dawn Patrol
- 1938: Удивительный доктор Клиттерхаус / The Amazing Dr. Clitterhouse
- 1939: Додж-сити / Dodge City
- 1939: Мрачная победа/ Победить темноту / Dark Victory
- 1939: Мы не одиноки / We are not alone
- 1939: Унесённые ветром / Gone with the Wind
- 1940: Письмо / The Letter
- 1940: Вирджиния-сити / Virginia City
- 1940: Дорога на Санта-Фе / Santa Fe Trail
- 1940: Всё это и небо в придачу / All This, and Heaven Too
- 1941: Пикирующий бомбардировщик / Dive Bomber
- 1941: Сержант Йорк / Sergeant York
- 1941: Великая ложь / The Great Lie
- 1942: Касабланка / Casablanca
- 1942: Вперёд, путешественник / Now, Voyager
- 1942: В этом наша жизнь / In This Our Life
- 1943: Миссия в Москву / Mission to Moscow
- 1944: С тех пор как вы ушли / Since You Went Away
- 1944: Мышьяк и старые кружева / Arsenic and Old Lace
- 1944: Приключения Марка Твена / The Adventures of Mark Twain
- 1945: Сан-Антонио / San Antonio
- 1945: Рапсодия в голубых тонах / Rhapsody in Blue
- 1946: Украденная жизнь / A Stolen Life
- 1946: Глубокий сон / The Big Sleep
- 1946: Ночь и день / Night and Day
- 1946: Человек, которого я люблю / The Man I Love
- 1947: Жизнь с отцом / Life with Father
- 1947: Моя дикая ирландская роза / My Wild Irish Rose
- 1947: Глубокая долина / Deep Valley
- 1948: Сокровища Сьерра-Мадре / The Treasure of the Sierra Madre
- 1948: Ки-Ларго / Key Largo
- 1948: Похождения дона Жуана / Adventures Of Don Juan
- 1948: Джонни Белинда /Johnny Belinda
- 1949: За лесом / Beyond the Forest
- 1949: Белая горячка / White Heat
- 1949: Маленькие женщины / Little Women
- 1950: В клетке / Caged
- 1950: Огонь и стрела / The Flame and the Arrow
- 1951: Сила оружия / Force of Arms
- 1952: Чудо Фатимской богоматери / The Miracle of Our Lady of Fatima
- 1952: Мара Мару / Mara Maru
- 1953: Певец джаза / The Jazz Singer
- 1954: Бунт на «Кейне» / The Caine Mutiny
- 1955: Боевой клич / Battle Cry
- 1955: Беззаконие / Illegal
- 1956: Искатели / The Searchers
- 1956: Смерть негодяя / Death of a Scoundrel
- 1958: Рейнджеры Дарби / Darby’s Rangers
- 1959: Летнее место / A Summer Place (Theme U.S.#1 Hit Single)
- 1959: Джон Пол Джонс / John Paul Jones
- 1960: Темнота наверху лестницы / The Dark at the Top of the Stairs